# Begonia anisosepala
Begonia anisosepala é uma espécie de Begonia.